# Blanchard Ryan
Susan Blanchard Ryan (Boston, 1967. január 12. –) amerikai színésznő.
Bostonban született: édesanyja, Brenda Gibbons nyugdíjas franciatanár, édesapja, Ron Ryan jégkorongedző.
Legismertebb szerepe a 2003-ban bemutatott Nyílt tengeren című horrorfilmben volt, mellyel a következő évben elnyerte a legjobb női főszereplőnek járó Szaturnusz-díjat. 2008-ban a Piszkos lappal című akciófilmben Steven Seagal partnere volt. 2009-ben az Egyszerűen bonyolult című romantikus vígjátékban játszott.
2000-ben a Szex és New York egy epizódjában vendégszerepelt, 2011–2012-ben a Zsaruvér, 2017-ben pedig a Narancs az új fekete epizódjaiban tűnt fel.

## Filmográfia

### Film
| Év   | Magyar cím           | Eredeti cím               | Szerep                      | Megjegyzések                          |
| ---- | -------------------- | ------------------------- | --------------------------- | ------------------------------------- |
| 1998 |                      | On a Sidewalk in the Fall | ismeretlen szerep           | rövidfilm                             |
| 1999 |                      | Big Helium Dog            | táncos                      |                                       |
| 2001 | Baromi őrjárat       | Super Troopers            | Casino La Fantastique Sally |                                       |
| 2001 |                      | My Sister's Wedding       | Diana Dytwicz               |                                       |
| 2001 |                      | Exceed                    | anya reklámfilmben          | rövidfilm                             |
| 2003 |                      | Bun-Bun                   | anya                        | rövidfilm                             |
| 2003 | Nyílt tengeren       | Open Water                | Susan Watkins               | - magyar hangja: - Kisfalvi Krisztina |
| 2006 | Sörcsata             | Beerfest                  | Krista Krundle              |                                       |
| 2008 | Piszkos lappal       | Pistol Whipped            | Liz                         |                                       |
| 2008 |                      | No Exit                   | Leigh                       |                                       |
| 2008 | A brooklyni balhé    | The Brooklyn Heist        | Samantha                    |                                       |
| 2009 |                      | Cold Calls                | Dana Ewing                  | rövidfilm                             |
| 2009 | Az új vezetőség      | Under New Management      | Kelly Capp                  |                                       |
| 2009 | Egyszerűen bonyolult | It's Complicated          | nő a meddőségi klinikán     |                                       |
| 2016 |                      | Good Bones                | Mrs. Hunsecker              |                                       |

### Televízió
| Év        | Magyar cím           | Eredeti cím               | Szerep            | Megjegyzések |
| --------- | -------------------- | ------------------------- | ----------------- | ------------ |
| 1998      |                      | Remembering Sex           | Brill             | tévéfilm     |
| 2000      | Szex és New York     | Sex and the City          | üzletasszony      | 1 epizód     |
| 2008      |                      | Fatal Kiss (Love to Kill) | Frances Sweete    | tévéfilm     |
| 2009      | A szerelem nyilasa   | Cupid                     | Bosomy Ellie      | 1 epizód     |
| 2011–2012 | Zsaruvér             | Blue Bloods               | riporter          | 2 epizód     |
| 2012      | A nagy svindli       | White Collar              | Poppy Mailer      | 1 epizód     |
| 2017      | Narancs az új fekete | Orange Is the New Black   | News 4 riporternő | 2 epizód     |

## Fordítás
- Ez a szócikk részben vagy egészben  a   Blanchard Ryan című angol Wikipédia-szócikk fordításán alapul.  Az eredeti cikk szerkesztőit annak laptörténete sorolja fel. Ez a jelzés csupán a megfogalmazás eredetét és a szerzői jogokat jelzi, nem szolgál a cikkben szereplő információk forrásmegjelöléseként.